# Stara Jošava
Stara Jošava – wieś w Chorwacji, w żupanii virowiticko-podrawskiej, w mieście Orahovica. W 2011 roku liczyła 240 mieszkańców.